# Ducs i marquesos del Friül
Els ducs i marquesos del Friül van ser governants del Ducat i la Marca de Friül durant l'edat mitjana.

## Ducs llombards
- 568-c.584 Grasulf I de Friül
- 568/c.584-590 Gisulf I de Friül
- 590-610 Gisulf II de Friül
- 610-617 Cacó i Tassó de Friül
- 617-651 Grasulf II de Friül
- 651-663 Agó de Friül
- 663-666 Llop de Friül
- 666 Arnefrid de Friül
- 666-678 Vectari o Wechtar de Friül
- 678-? Landari de Friül
- ?-694 Rodoald de Friül
- 694-695 Ansfrid de Friül
- 695-696 Adonis o Adó de Friül
- 696-705 Ferdulf de Friül
- 705-706 Còrvul de Friül
- 706-739 Pemmó de Friül
- 739-744 Ratquis de Friül, també rei dels Llombards i d'Itàlia
- 744-749 Aistulf de Friül, també rei dels Llombards i d'Itàlia
- 749-751 Anselm de Friül
- 751-774 Pere de Friül
- 774-776 Rodgald o Hrodgaud de Friül

## Nomenaments carolingis
Ducs
- 776-787 Marcari de Friül
- 789-799 Eric de Friül
- 799-808 Hunfrid de Friül
- 808-817 Aió de Friül
- 817-819 Cadalau de Friül
- 819-823 Baldric de Friül

Marquesos
- 846-863 Eberard també Duc de Friül
- 863-874 Unroch III
- 874-888 Berenguer, també Emperador
- 891-896 Walfred